# 矢島町
矢島町（やしままち）は秋田県南部に位置していた町。町村制による町としての発足後、消滅まで一度も合併しなかった。
2005年3月22日、本荘市および他の由利郡6町（岩城町、大内町、由利町、西目町、東由利町、鳥海町）と合併し、由利本荘市となった。合併後も由利本荘市矢島町として地名が残っている。

## 地理

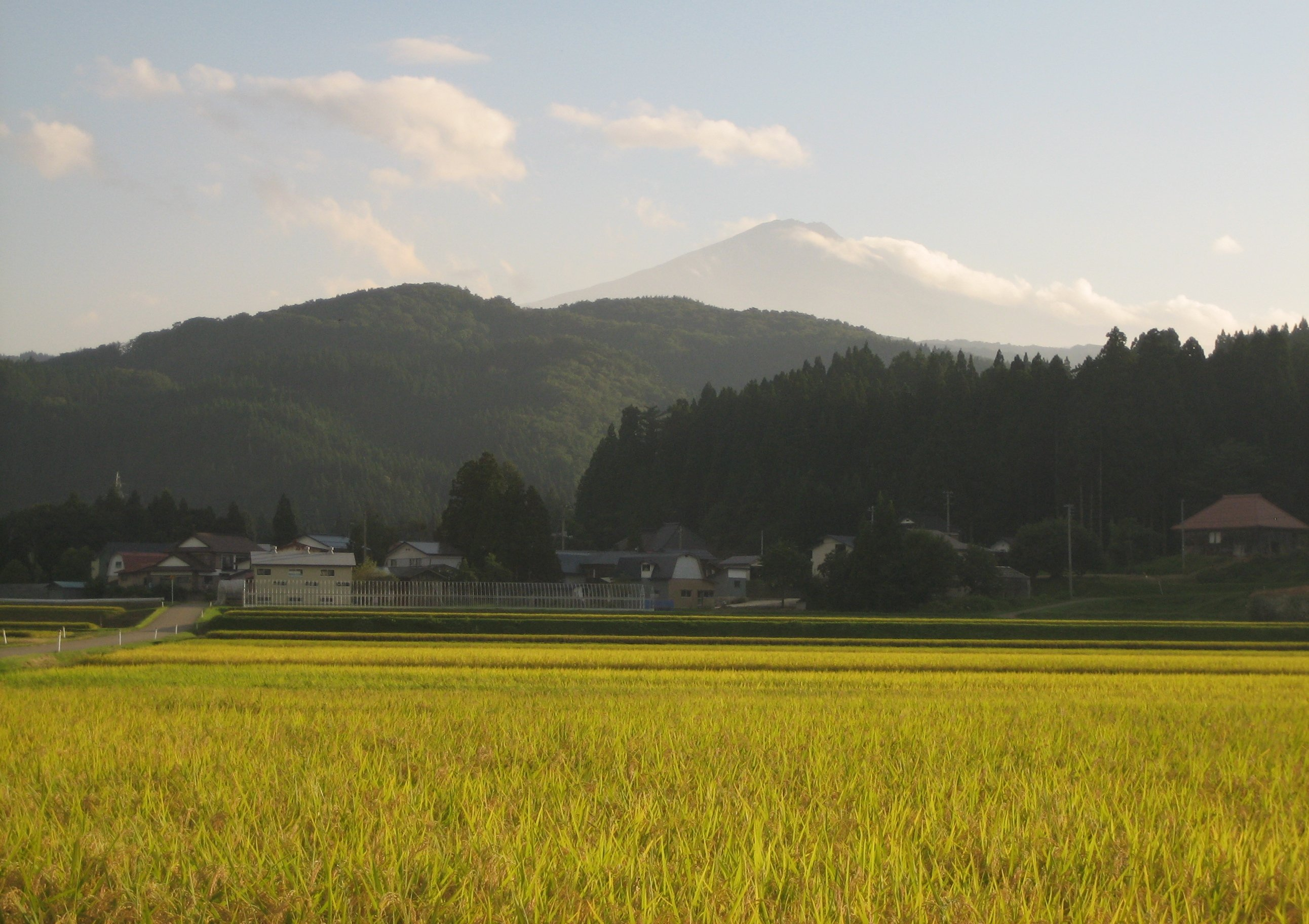
矢島中学校前から見た鳥海山

- 山: 鳥海山
- 河川: 子吉川

### 隣接していた自治体
- 秋田県
  - 由利郡：仁賀保町、象潟町、由利町、鳥海町、東由利町
- 山形県
  - 飽海郡：遊佐町

## 歴史
- 1888年（明治21年）10月 - 矢島矢島町・矢島田中町・矢島舘町・城内村・七日町村・元町村・荒沢村・立石村・新荘村・木在村・坂之下村・川辺村の12町村が合併して矢島町となる[1]。
- 1889年（明治22年）4月1日 - 町制を施行する。
- 2005年（平成17年）3月22日 - 周辺市町と合併して由利本荘市となり消滅。

## 町長
- 大井直之助

## 教育
- 秋田県立矢島高等学校
- 矢島町立矢島中学校
- 矢島町立矢島小学校

## 交通

### 鉄道
- 由利高原鉄道
  - 鳥海山ろく線 - 川辺駅 - 矢島駅

### 道路
- 一般国道
  - 国道108号

## 出身著名人
- 土田誠一 - 論理学者、郷土史家
- 土田正顕 - 東京証券取引所初代社長
- 斎藤寅次郎 - 映画監督
- 佐藤敏郎 - 政治家
- 大川きょう子 - 大川隆法の前妻